# 拉沙佩勒巴卢
拉沙佩勒巴卢（法語：La Chapelle-Baloue，法語發音：[la ʃapɛl balu]）是法国克勒兹省的一个市镇，位于该省西北部，属于盖雷区。

## 地理
拉沙佩勒巴卢（46°21'35"N, 1°34'36"E）面积8.68 平方千米，位于法国新阿基坦大区克勒兹省，该省份为法国中部省份，位于法國中央高原西北部，北起安德尔省和谢尔省，西接维埃纳省，南至科雷兹省，东临多姆山省，东北与阿列省接壤。
与拉沙佩勒巴卢接壤的市镇（或旧市镇、城区）包括：巴兹拉、克罗藏、圣塞巴斯蒂安。

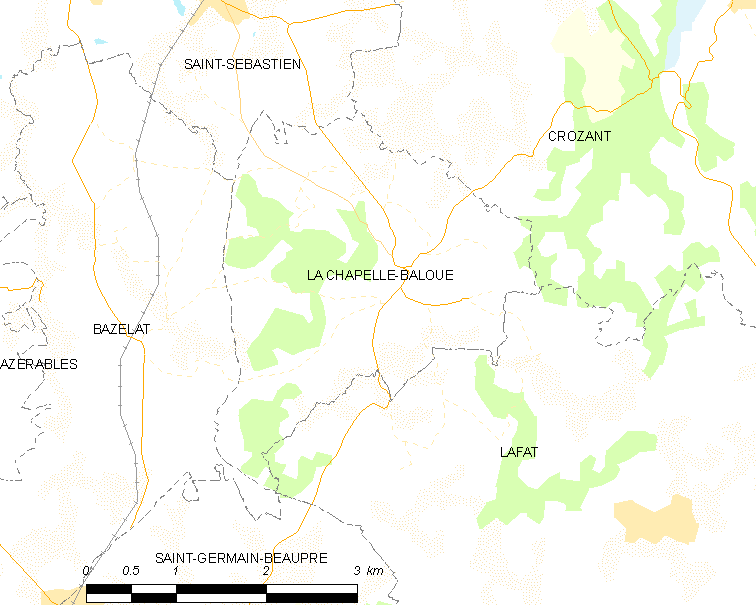
拉沙佩勒巴卢的OSM定位图

拉沙佩勒巴卢的时区为UTC+01:00、UTC+02:00（夏令时）。

## 行政
拉沙佩勒巴卢的邮政编码为23160，INSEE市镇编码为23050。

## 政治
拉沙佩勒巴卢所属的省级选区为丹勒帕莱斯泰勒县。

## 人口

1962-2008年间拉沙佩勒巴卢人口变化图示

拉沙佩勒巴卢于2022年1月1日时的人口数量为118人。

## 交通
克勒兹省省道D69线和D72线在拉沙佩勒巴卢市中心交汇。